# عفان بن أبي العاص
عفان بن أبي العاص والد خليفة المسلمين الثالث عثمان بن عفان، والده هو أبو العاص بن أمية، كان لديه ثلاثة إخوة الحكم بن أبي العاص وعثمان بن أبي العاص والمغيرة بن أبي العاص، وأخته صفية بنت أبي العاص والدة أم حبيبة رملة بنت أبي سفيان زوجة النبي محمد ﷺ.

## نسبه
- هو: «عفان بن أبي العاص بن أمية بن عبد شمس بن عبد مناف بن قصي بن كلاب بن مرة بن كعب بن لؤي بن غالب بن فهر بن مالك بن النضر وهو قريش بن كنانة بن خزيمة بن مدركة بن إلياس بن مضر بن نزار بن معد بن عدنان». يلتقي نسبه بنسب الرسول محمد في عبد مناف بن قصي.
- زوجته: «أروى بنت كريز بن ربيعة بن حبيب بن عبد شمس بن عبد مناف بن قصي بن كلاب بن مرة بن كعب بن لؤي بن غالب بن فهر بن مالك بن النضر بن كنانة بن خزيمة بن مدركة بن إلياس بن مضر بن نزار بن معد بن عدنان»، وهي ابنة عمة النبي محمد ﷺ، فأمها هي البيضاء بنت عبد المطلب.[1][2][3][4]